# Chiesa di Santa Maria dei Servi (Padova)
La chiesa della Natività della Beata Vergine Maria ai Servi conosciuta come Santa Maria dei Servi o Servi è un edificio religioso trecentesco che si affaccia sulla via Roma (già Sant'Egidio) a Padova. Già dei Servi di Maria, è attualmente chiesa parrocchiale nel vicariato del Basilica Cattedrale di Santa Maria Assunta retta dall'Ordine dei Servi di Maria. Le chiese di San Canziano e San Luca sono sue sussidiarie. Per un periodo le furono sussidiarie anche le scomparse chiese di San Zilio e di Santa Giuliana. La chiesa conserva opere d'arte insigni tra cui il Crocifisso ligneo opera di Donatello.

## Storia
La chiesa fu edificata tra il 1372 e il 1390 per volere di Fina Buzzaccarini, moglie del principe di Padova Francesco il Vecchio Da Carrara. L'edificio sorse sulle rovine del palazzo di Nicolò da Carrara raso al suolo dopo che il proprietario nel 1327 tradì la signoria schierandosi con gli Scaligeri. Nel 1378, alla sua morte, Fina lasciò alla sorella Anna, badessa del convento di San Benedetto, il compito di completare la costruzione della chiesa. Nel 1393 Francesco Novello, figlio di Fina e signore di Padova, affidò la chiesa ai Servi di Maria. La chiesa nel XVI secolo fu oggetto di grandi opere di abbellimento soprattutto ad opera di Bartolomeo da Campolongo che costruì nel 1511 il portico verso la via; furono impiegate le dieci colonne ottagonali di marmo rosso provenienti dalla demolizione della trecentesca Cappella dell'Arca del Santo nella basilica di Sant'Antonio di Padova, in fase di ricostruzione. La chiesa era inserita in un complesso conventuale del quale facevano parte il convento dei Servi di Maria, l'oratorio di Sant'Omobono e quello della fraglia di santa Maria del Parto.
Nel 1807 i Padri Serviti furono allontanati e la chiesa fu confiscata e incamerata nei beni del demanio, fu in seguito posta a parrocchia retta dal clero secolare diocesano. Negli anni '20 del '900 l'interno della chiesa fu oggetto di lavori di ripristino che ne recuperarono l'austero aspetto trecentesco. La chiesa fu restituita alla proprietà ecclesiastica solo nel 1963. Di recente è stata oggetto di importanti lavori di restauro.
Nel giugno 2014, il vescovo di Padova ha accolto la richiesta del Superiore dell'Ordine dei Servi di Maria di poter far ritorno nella loro storica chiesa dopo 207 anni di reggenza da parte del clero secolare. La consegna di incarico è avvenuta il 6 settembre dello stesso anno.
Nella chiesa sono sepolti celebri personaggi: il giurista Paolo da Castro e il figlio Angelo, avvocato concistoriale, il padre servita Girolamo Quaini professore di sacra scrittura allo Studio, il conte Emilio Campolongo e Raimondo Forti medici, Girolamo Olzignani e Ottonello Pasino.
Il convento ospitò fra' Paolo Sarpi.

## Descrizione

### Esterno

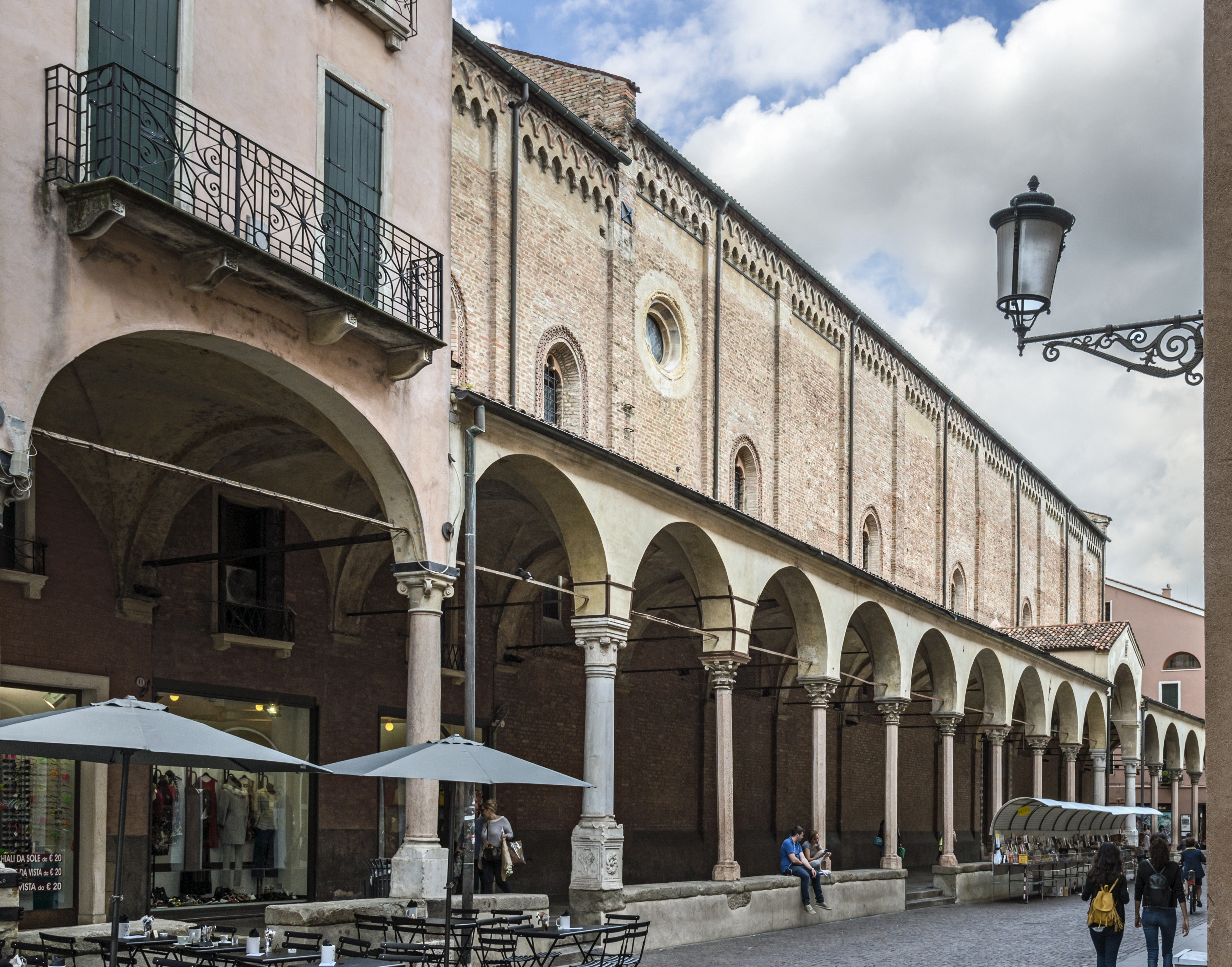
La chiesa e il loggiato del Campolongo

L'edificio gotico è orientato nord-sud, parallelo alla via. Sulla facciata a capanna mossa da lesene e archetti, che aggetta su un breve sagrato, si apre un elegante portale gotico-lombardesco in pietra di Vicenza e un oculo. Più monumentale il lato della chiesa, percorso dal portico commissionato da Bartolomeo Campolongo e compiuto nel 1510. Le 10 colonne ottagonali provengono dalla Basilica Antoniana e facevano parte dell'apparato decorativo trecentesco della Cappella dell'Arca, rinnovata in quegli anni. Sotto il portico si apre un grande portale gotico (ultimi decenni del secolo XIV), mosso da conci in marmo bianco e rosso. I battenti, quattrocenteschi, sono intagliati con gusto lombardesco. Lungo la parete tra lesene e archetti si aprono monofore trilobate. L'abside è occultata dagli edifici circostanti.

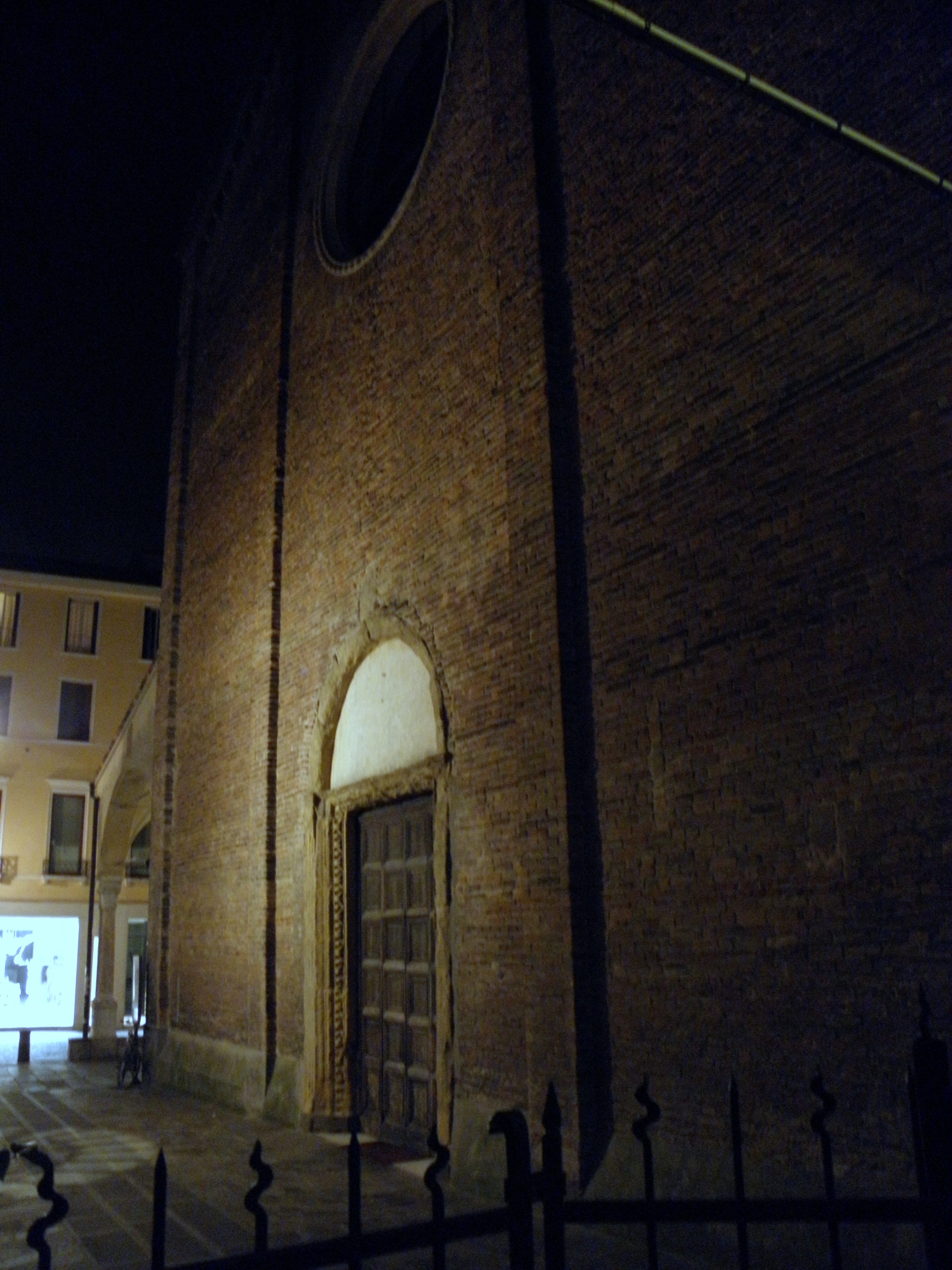
facciata, vista notturna

### Campanile
Il campanile trecentesco si erge sopra la cappella sul fianco destro ed è mosso da lesene e archetti. La cella campanaria è illuminata da bifore gotiche. È stato restaurato nel 2004. Nell'occasione le campane sono state elettrificate.
Le campane:
- campana nota RE, diametro di cm. 127, peso di kg 1280

è detta di "Santa Giuliana" e porta l'iscrizione: "Quando un uomo forte e ben armato sta a guardia del suo palazzo, è al sicuro quanto egli possiede" (Luca, 11, 21).
- campana nota MI, diametro di cm. 111, peso di kg 910

è detta di "Sant'Egidio" e porta l'iscrizione: "Fa risuonare la tua parola come una tromba e dichiara al mio popolo le sue iniquità" (Isaia, 58,1).
- campana nota FA #, diametro di cm. 100, peso di kg 632

è detta della "Beata Vergine Addolorata" e porta l'iscrizione: "Venite, saliamo al monte del Signore" (Isaia, 2, 1).
- campana nota RE b, diametro di cm. 65, peso di kg 175

senza nome e senza iscrizione.

### Interno
L'ambiente è vasto (57 metri per 17) ed è concluso da un'abside a pianta poligonale, fiancheggiata da due cappelle. Negli anni '20 dello scorso secolo l'aula è stata ripulita dai pesanti interventi ottocenteschi, che l'avevano appesantita con una volta a graticcio (1897).

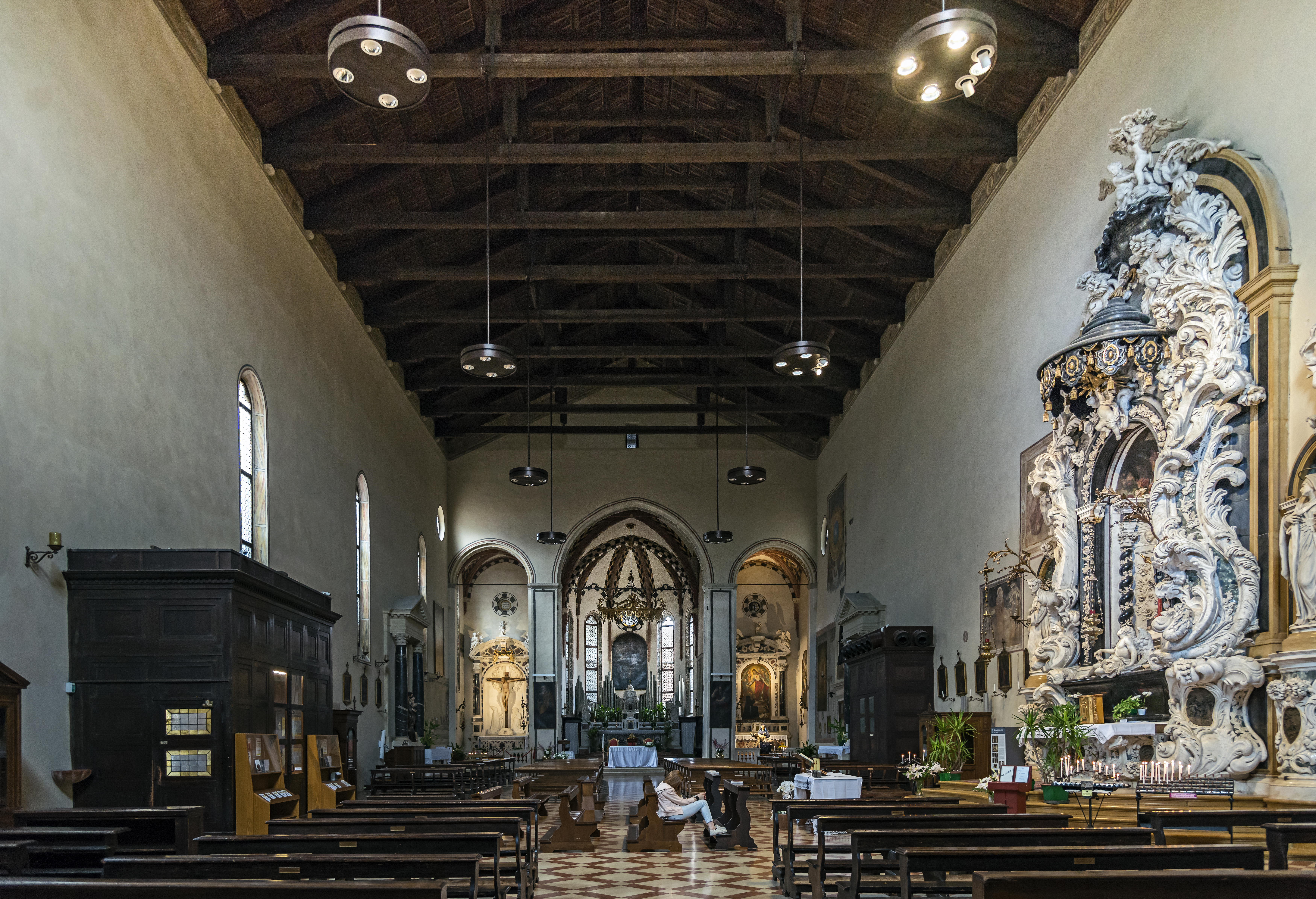
L'interno della chiesa.
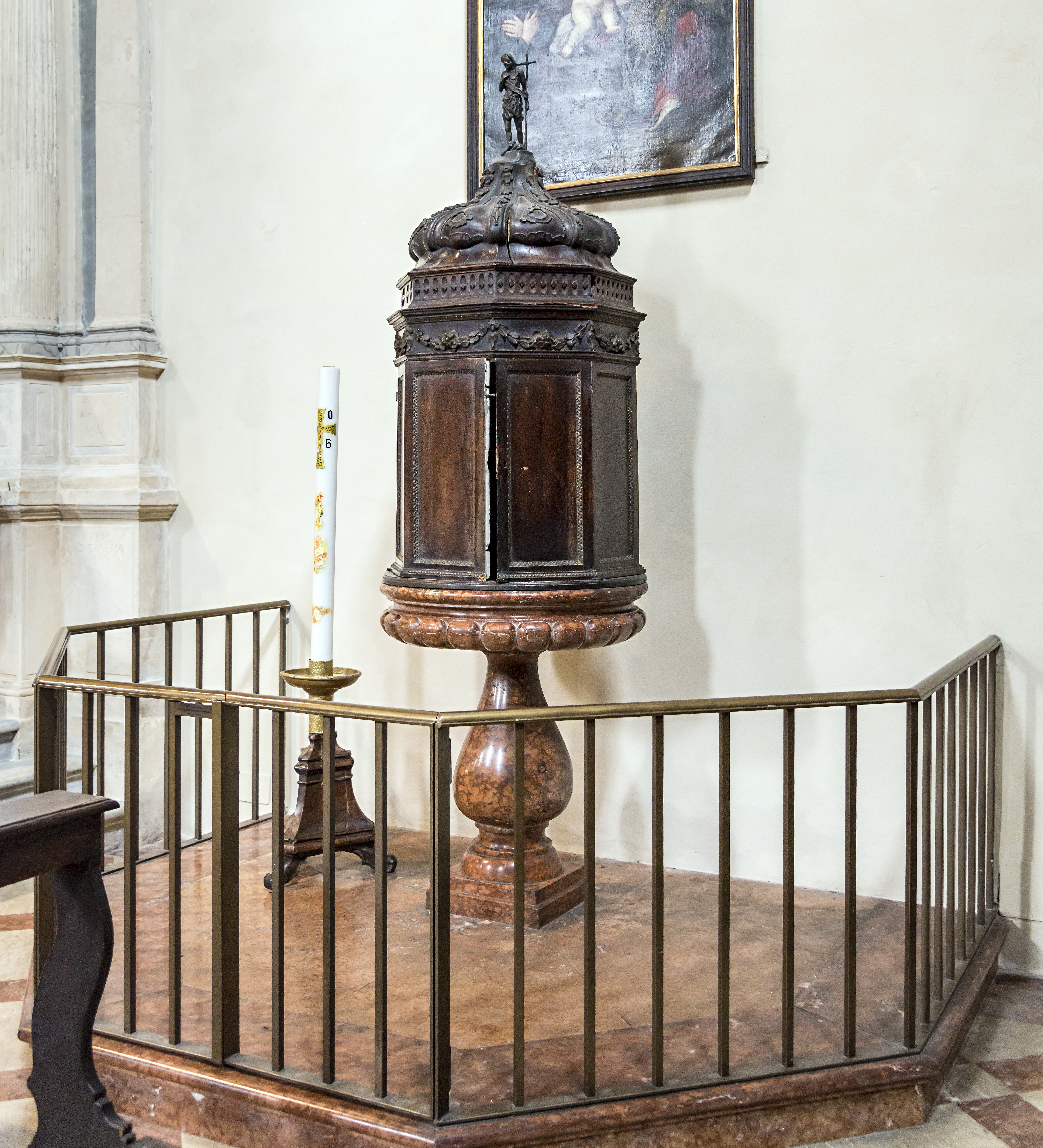
Il fonte battesimale del XVII secolo.

Entrando dalla porta laterale, quella verso il portico, si è attratti dal grandioso altare dell'Addolorata posto dirimpetto: è un'opera barocca unica nel suo genere in Veneto e sembra ricollegarsi ai modi del barocco meridionale, con grandi fogliami in marmo di Carrara, marmi policromi e bronzi (i sette dolori della Vergine). La macchina si costruisce attorno ad una statua policroma di età gotica, opera di Rinaldino di Francia e in antico erroneamente attribuita a Donatello. Ai lati due statue ad altezza naturale raffiguranti San Filippo Benizzi e Santa Giuliana Falconieri. L'opera plastica è di Giovanni Bonazza ed è datata 1710. "Angelo disteso" volge lo sguardo alla Madonna mentre regge un nastro con un versetto del libro del Siracide: Gemitus Matris tuae ne obliviscaris (Non dimenticare il pianto di tua Madre), opera di Rinaldino di Francia. Sulla nicchia era posta una Vergine addolorata con Cristo morto di Louis Dorigny, ora in sacrestia.

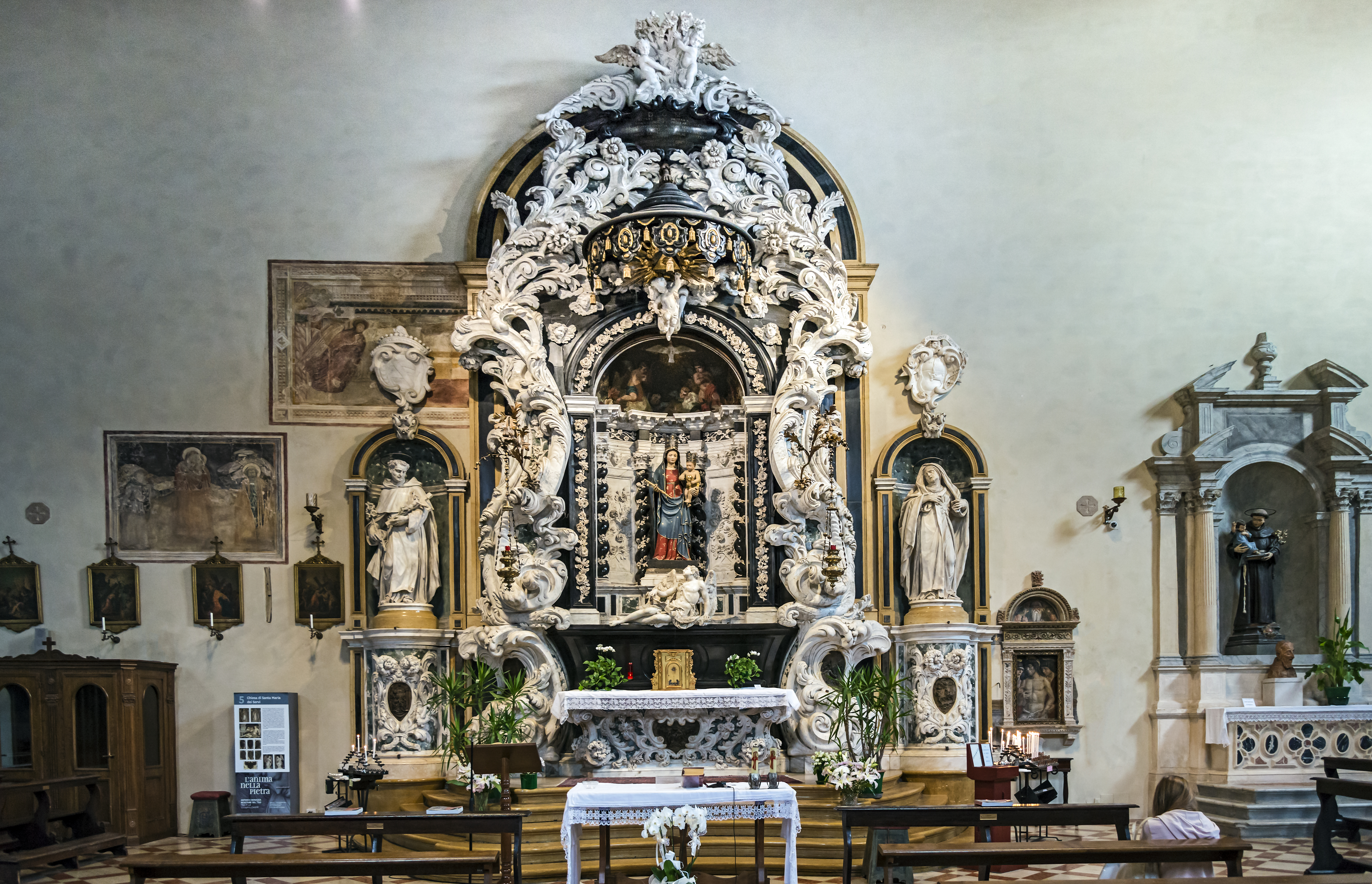
Altare dell'Addolorata.
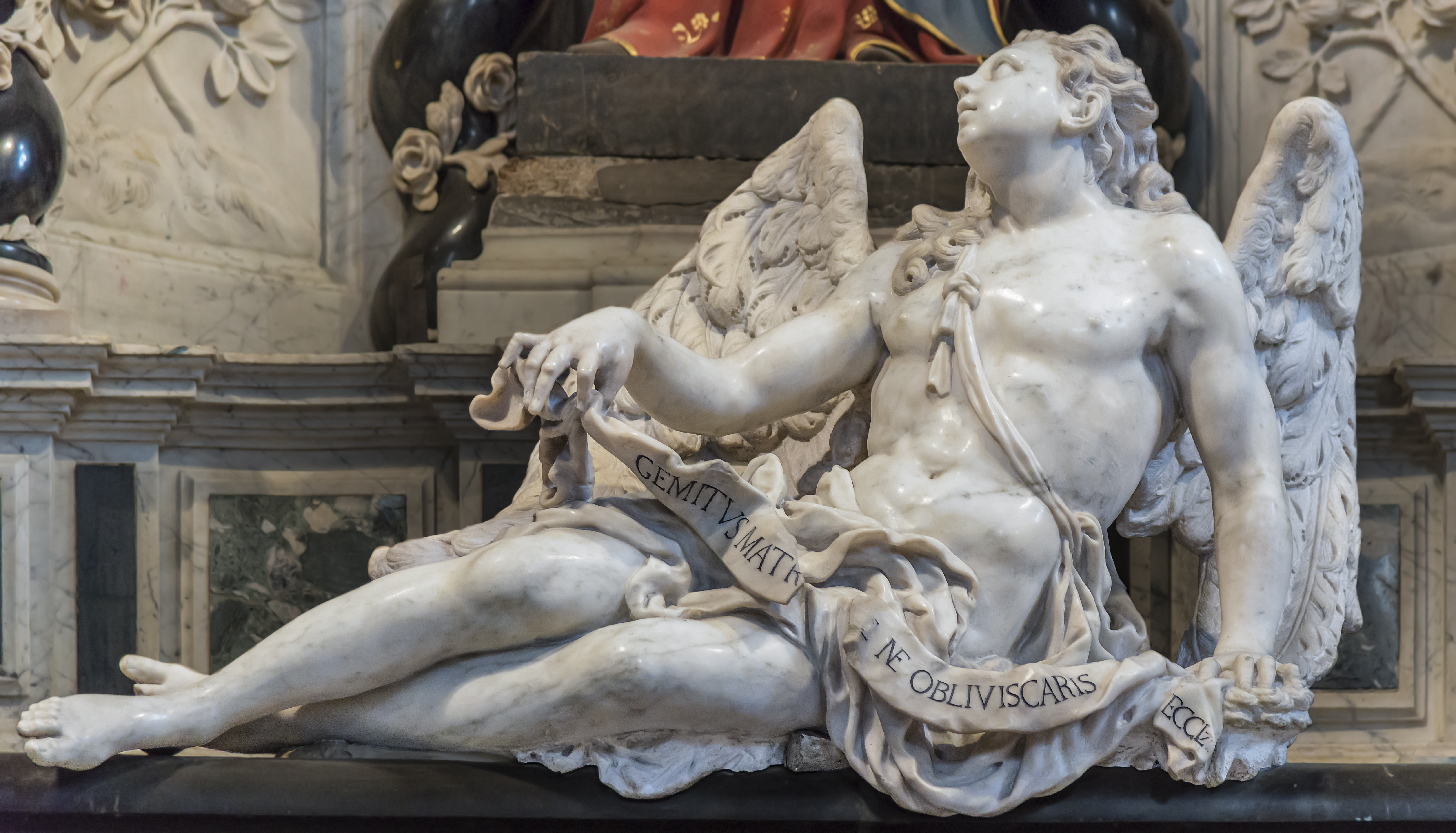
"Angelo disteso"
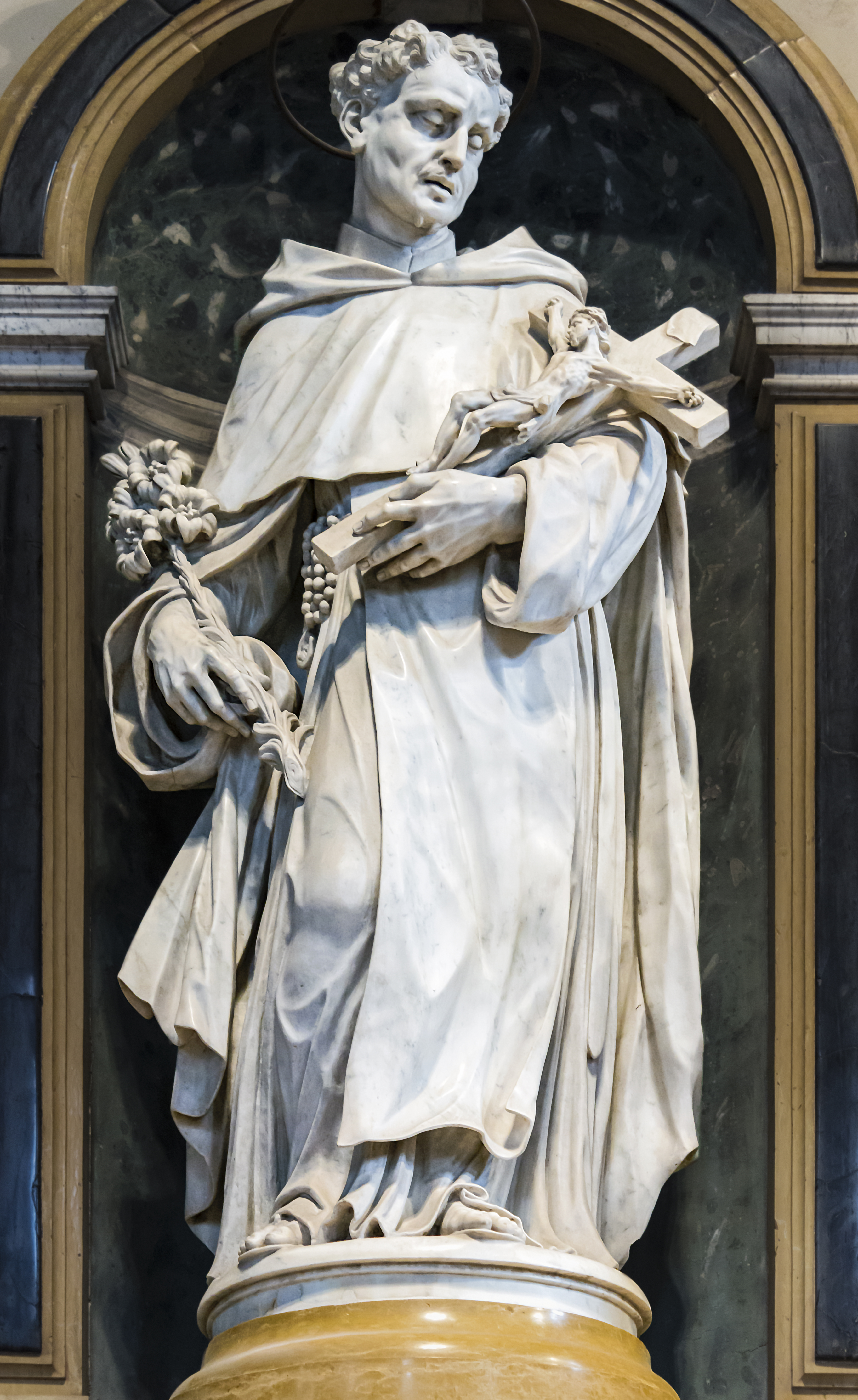
San Filippo Benizi
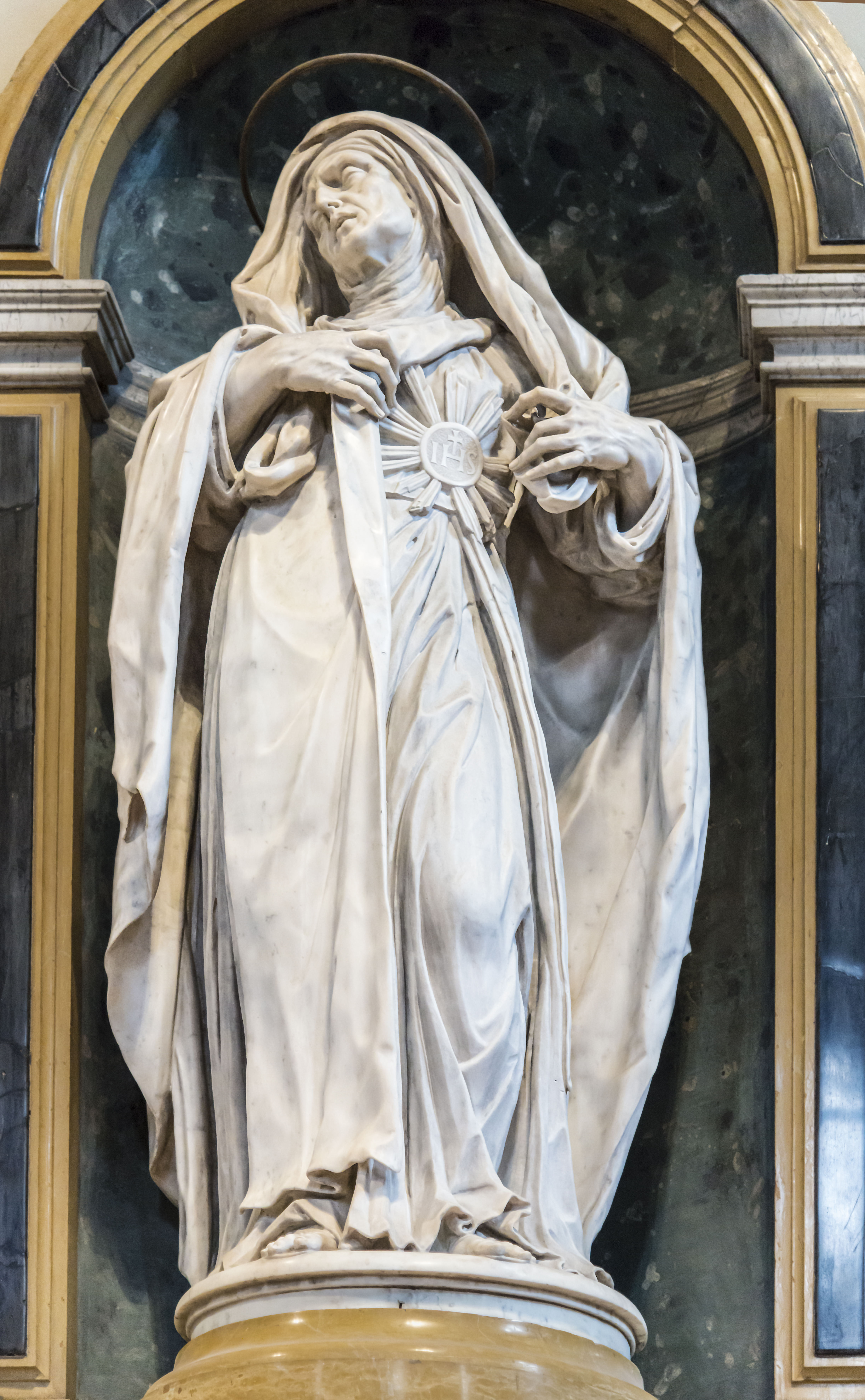
Santa Giuliana Falconieri

Accanto all'altare, sulla destra la deposizione di Jacopo Parisati. Attorno all'altare resti di affreschi del XIV secolo. Segue l'altare di Sant'Antonio, con statua settecentesca, il fonte battesimale con piccolo dipinto di Alessandro Maganza. Seguono poi affreschi di Girolamo del Santo e due grandi teleri di Matteo Ghidoni “de' pitocchi” (Ritrovamento del ritratto miracoloso dell'Annunciata, La Vergine salva un condannato alla ruota). Si susseguono pure i monumenti funebri di Emilio Campolongo e Doimo Olzignani, quest'ultimo sui modi di Alessandro Vittoria.

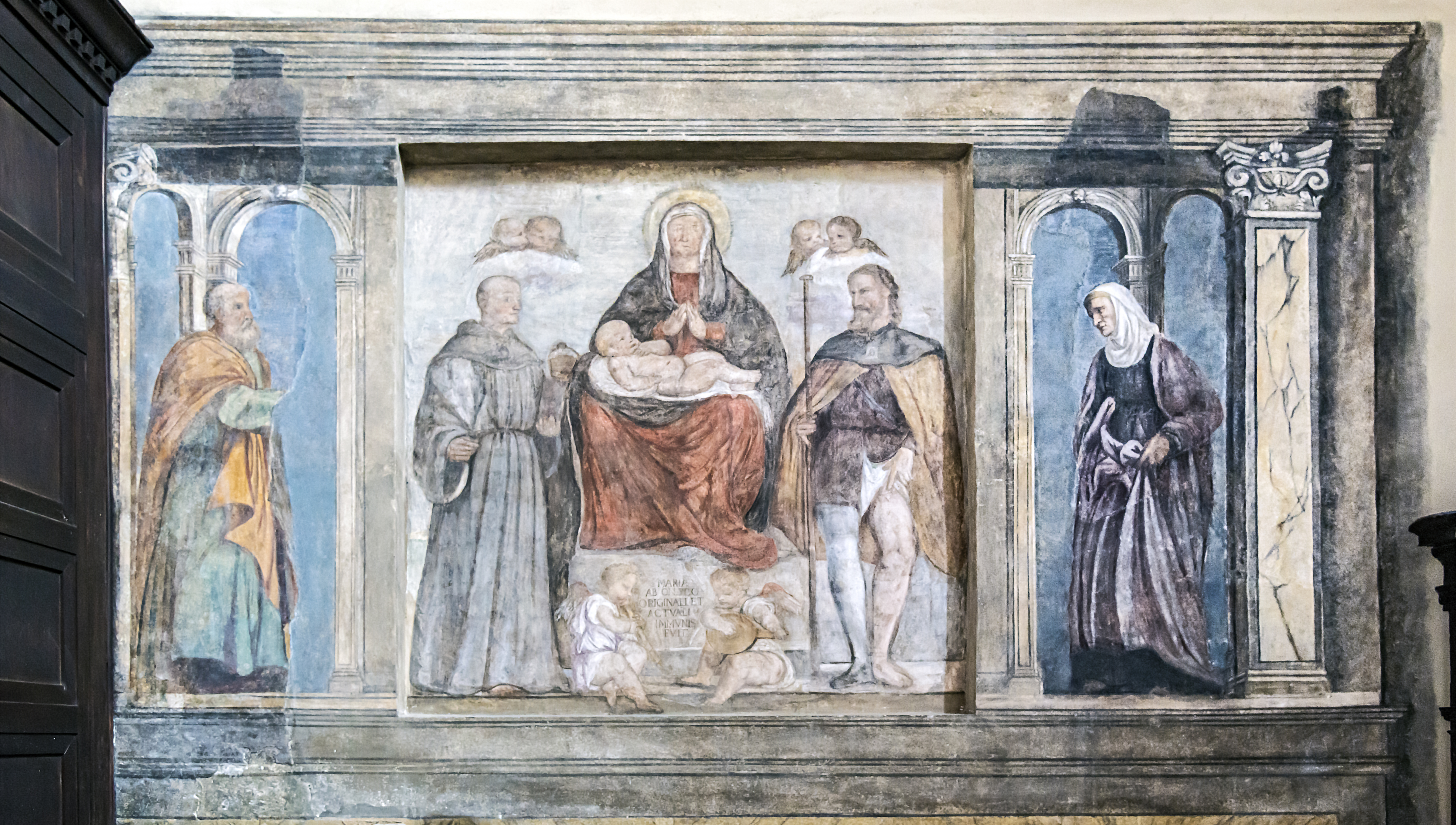
Vergine col Bambino di Girolamo del Santo
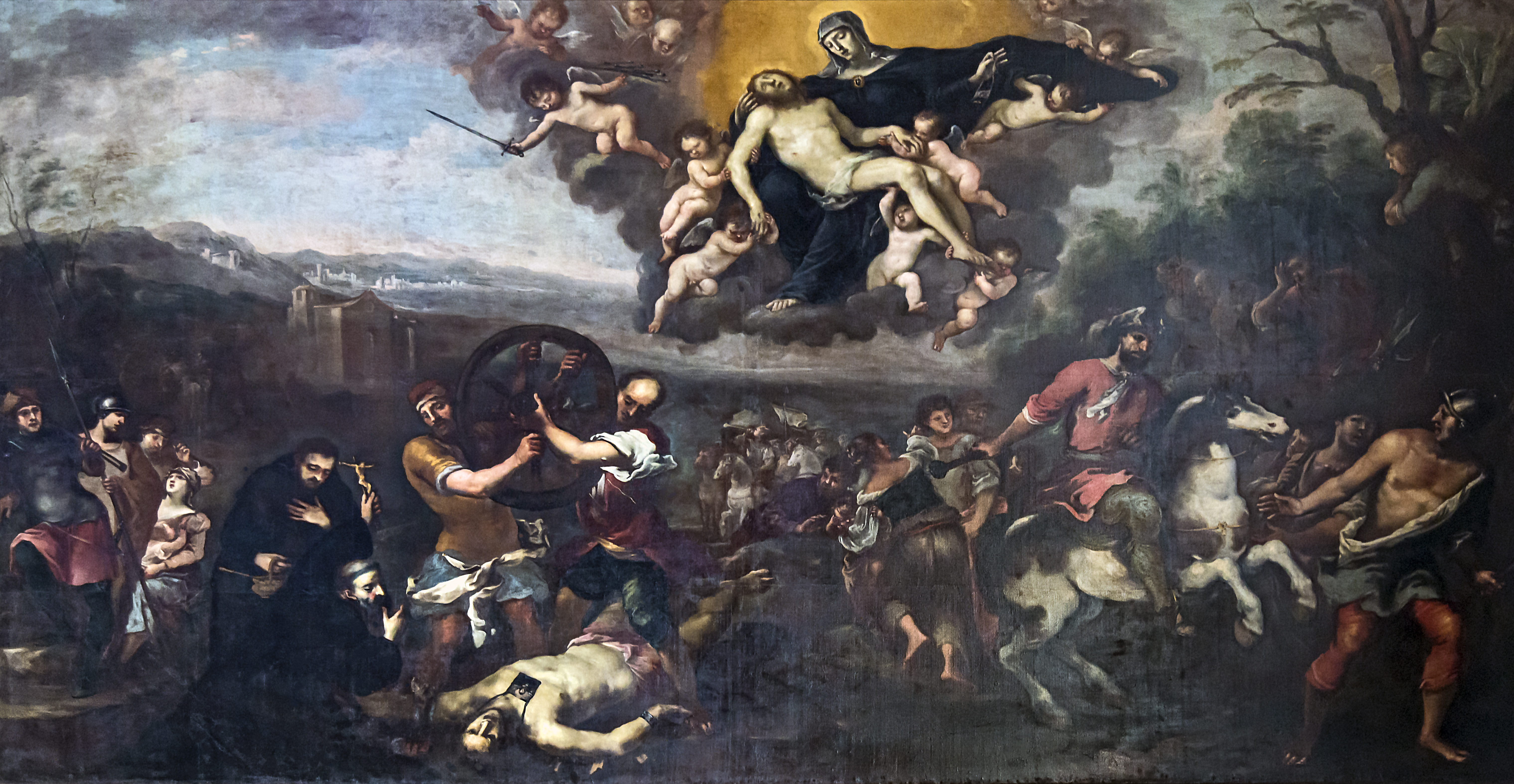
Matteo Ghidoni La Vergine salva un condannato alla ruota
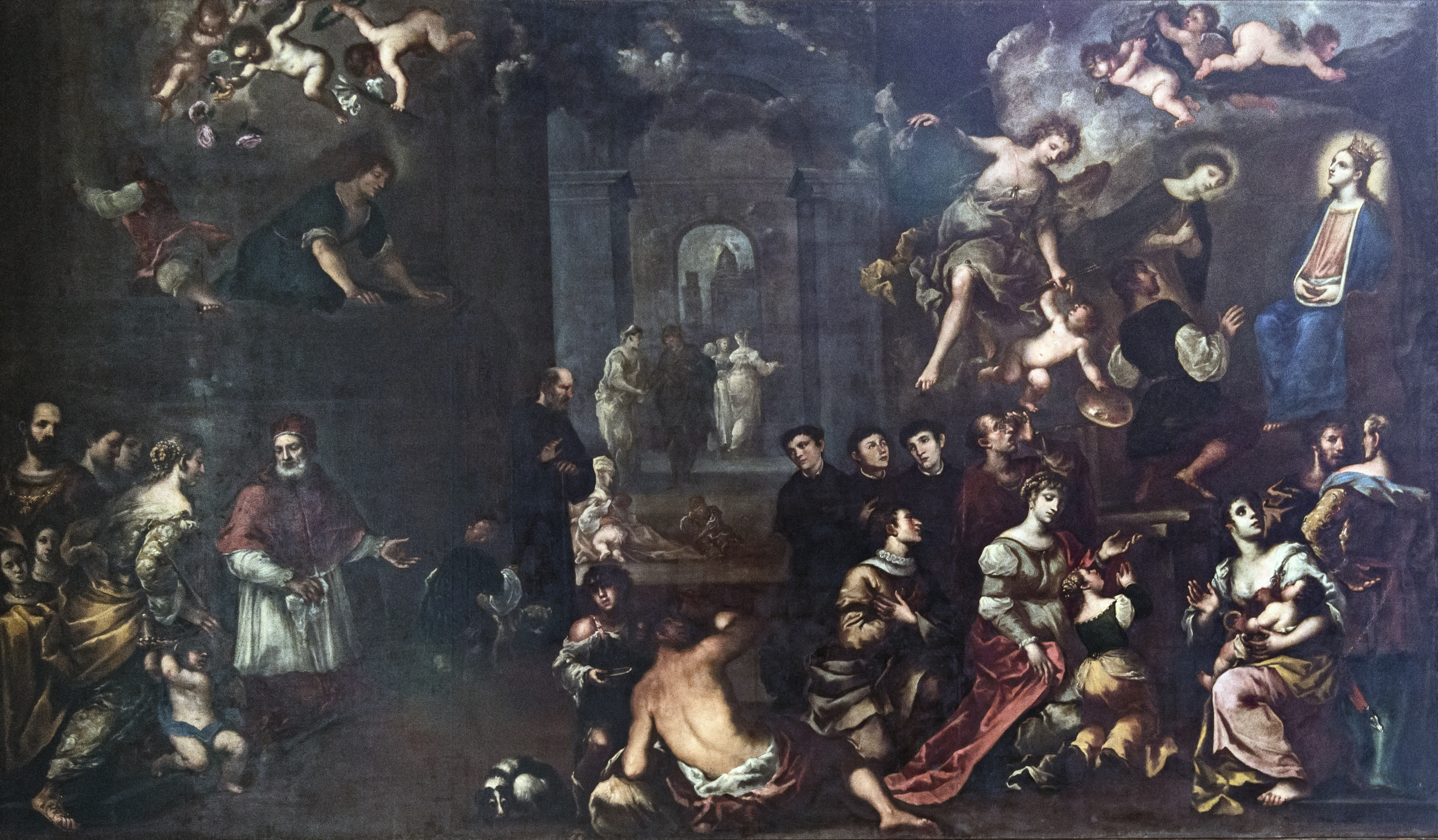
Ritrovamento del ritratto miracoloso dell'Annunciata
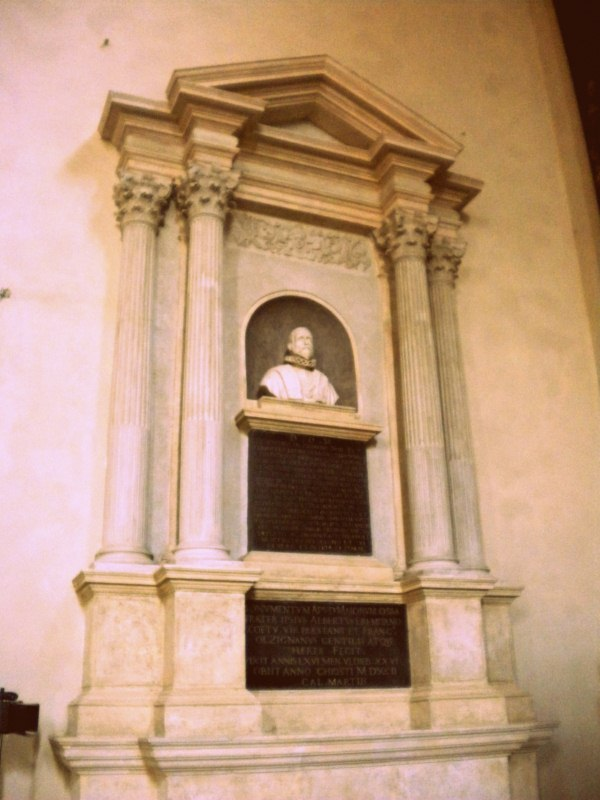
Il monumento a Doimo Olzignani.

Il presbiterio, preceduto da una lunga balaustra neo-romanica, è occupato dal grande altare maggiore decorato a scaglia, del XVII secolo, coperto da baldacchino barocco. La pala posta sul fondo è di Luca da Reggio e raffigura la Vergine che appare ai fondatori dell'Ordine dei Servi: è datata 1637.

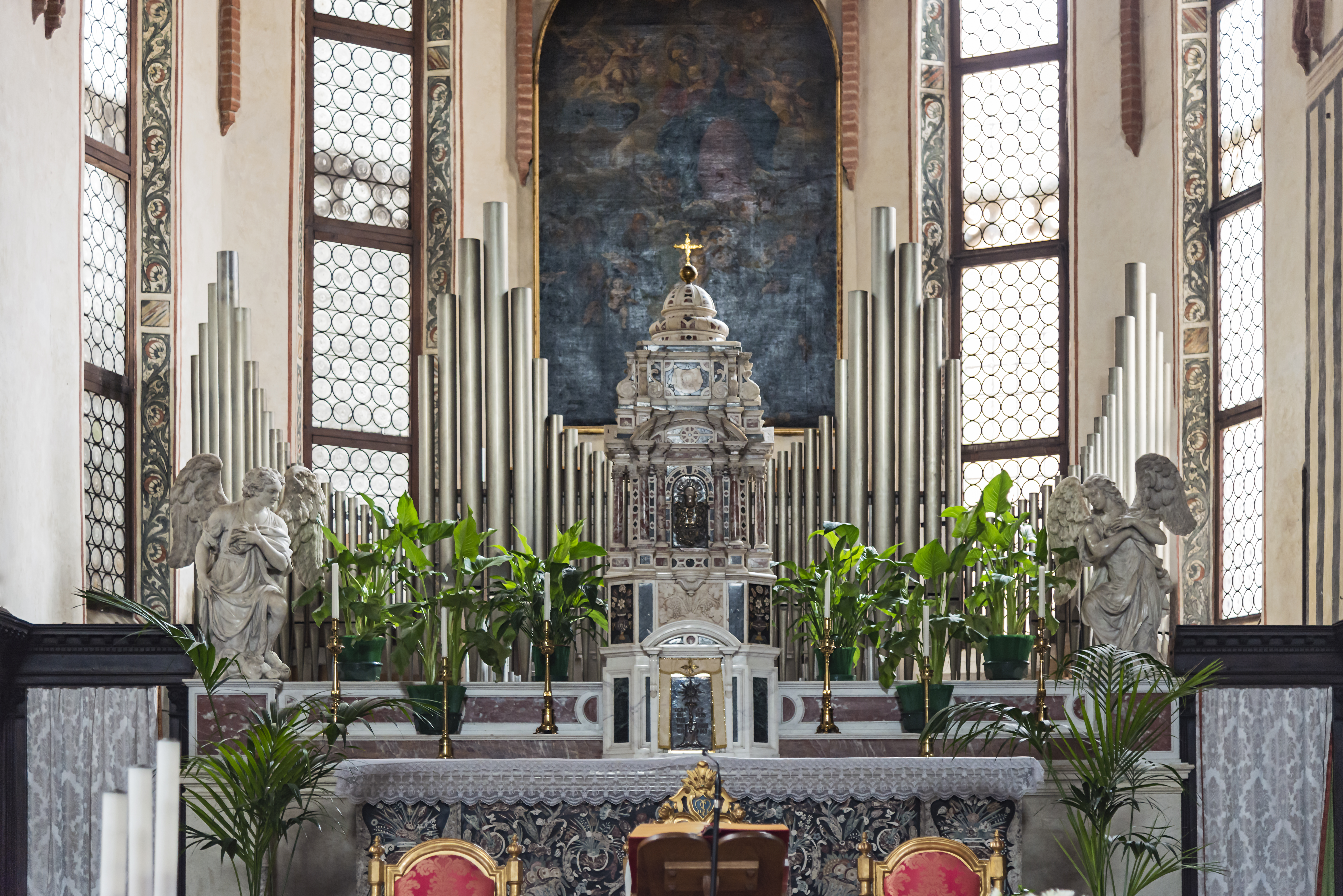
Il presbiterio

Nella cappella laterale sinistra l'altare del crocifisso miracoloso, opera di Donatello, ricordata per il miracolo avvenuto durante la settimana santa del 1512 quando trasudò sangue. Nella stessa cappella pala raffigurante il miracolo di Matteo Ghidoni. Sono raffigurati tra gli altri Bartolomeo Campolongo ed è raffigurata la città di Padova e sullo sfondo i colli Euganei. Nella cappella di destra, sul cinquecentesco altare, un moderno Sacro Cuore di Antonio Ferro. Sulla parete tondi ad altorilievo del XIV-XV secolo. Sopra la porta della sacrestia monumento funebre di Paolo e Angelo da Castro (1492) attribuito ad Andrea Riccio. Nella chiesa e in Sacrestia sono presenti dipinti di Maganza, Damini, Varotari, Louis Dorigny, Vernansal.

#### La deposizione di Jacopo Parisati da Montagnana

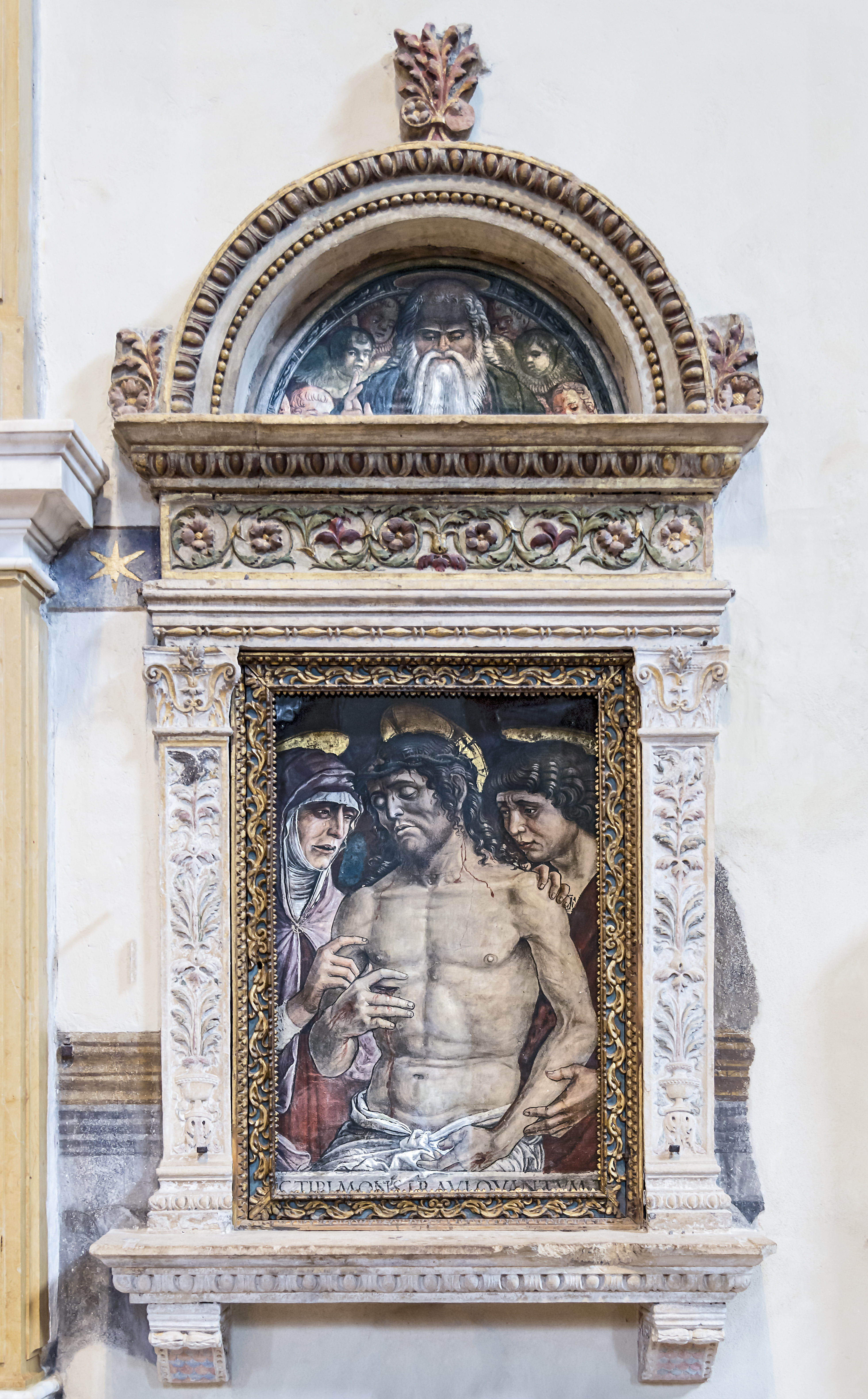
Jacopo Parisati da Montagnana - La Deposizione.

Accanto al monumentale Altare della Madonna è visibile l'affresco devozionale con Cristo morto e la Vergine e San Giovanni raffigurati a tre quarti; l'affresco è posto all'interno di un'edicola marmorea policroma lombardesca ed è opera di Jacopo Parisati da Montagnana (come si vede dalle iniziali sul petto di San Giovanni) databile agli anni '90 del 1400. Sulla lunetta è raffigurato Dio Padre benedicente, attorniato da angeli, che sta guardando il figlio, il quale ha portato a termine la redenzione del genere umano. Secondo alcuni l'opera fu dono dello stesso pittore che divenne gastaldo della scuola de' Servi nel 1489 ed è considerata come una delle maggiori opere dell'artista rinascimentale.

#### Il Crocifisso miracoloso di Donatello
Nel 1512, per 15 giorni dal 5 al 20 febbraio il crocifisso in pioppo di quasi due metri collocato tra altare e presbiterio trasudò un umore sanguigno dalla fronte e dall'emicostato sinistro, sino al giorno di Pasqua. Il vescovo Paolo Zabarella riempì un'ampolla del liquido miracoloso. L'evento straordinario riuscì a soverchiare l'importanza artistica dell'opera, tanto che la memoria popolare trasferì la paternità del famoso artista fiorentino alla statua gotica della Vergine conservata nella stessa chiesa, sino al 2006 quando Marco Ruffini, nella prima edizione delle Vite vasariane conservata a Yale, incontrò la postilla ha ancor fato il Crucifixo quale hora è in chiesa di Servi a Padoa che portò Francesco Caglioti, uno dei maggiori studiosi dell'opera di Donatello, a confermare la paternità del crocifisso miracoloso a Donato Bardi. Grazie ad un lungo e minuzioso restauro, affidato dalla dott.ssa Elisabetta Francescutti ad Angelo Pizzolongo e a Catia Michielan dei laboratori della Soprintendenza per i beni storici, artistici ed etnoantropologici di Udine, è stata asportata una patina bronzea applicata nell'Ottocento ed è così tornata alla luce una delle più straordinarie sculture lignee policrome del XV secolo: il pathos, l'anatomia perfetta, la misuratissima e monumentale dimensione umana collocano il Crocifisso dei Servi tra i primi lavori di Donatello. In seguito al restauro il Crocefisso è stato esposto nell'Episcopio di Padova con altri due Crocifissi dell'artista: quello ligneo della basilica di Santa Croce di Firenze e il bronzeo della basilica del Santo della stessa Padova. La mostra Donatello svelato ha avuto in cinque mesi più di ventiduemila visitatori. Alla chiusa della mostra, il 26 luglio 2015, il crocifisso ha fatto ritorno nella sua cappella.

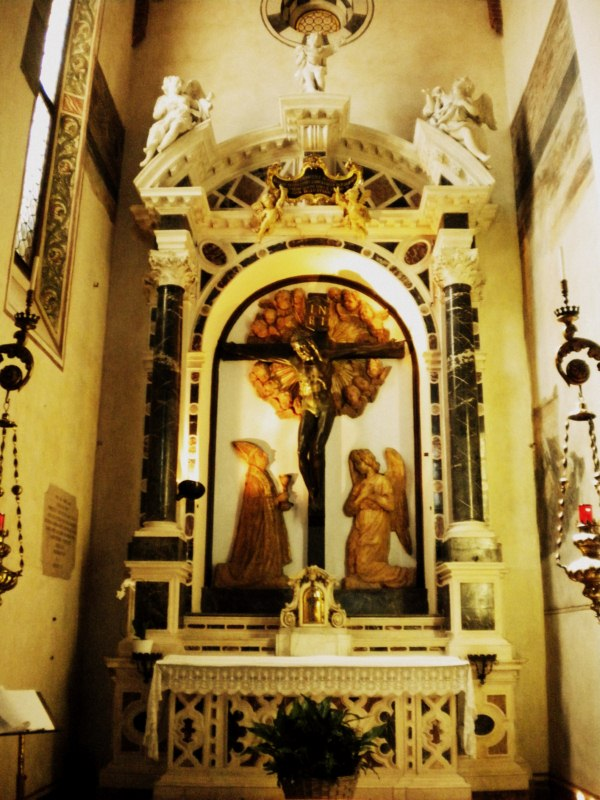
Il Crocifisso miracoloso di Donatello prima del restauro
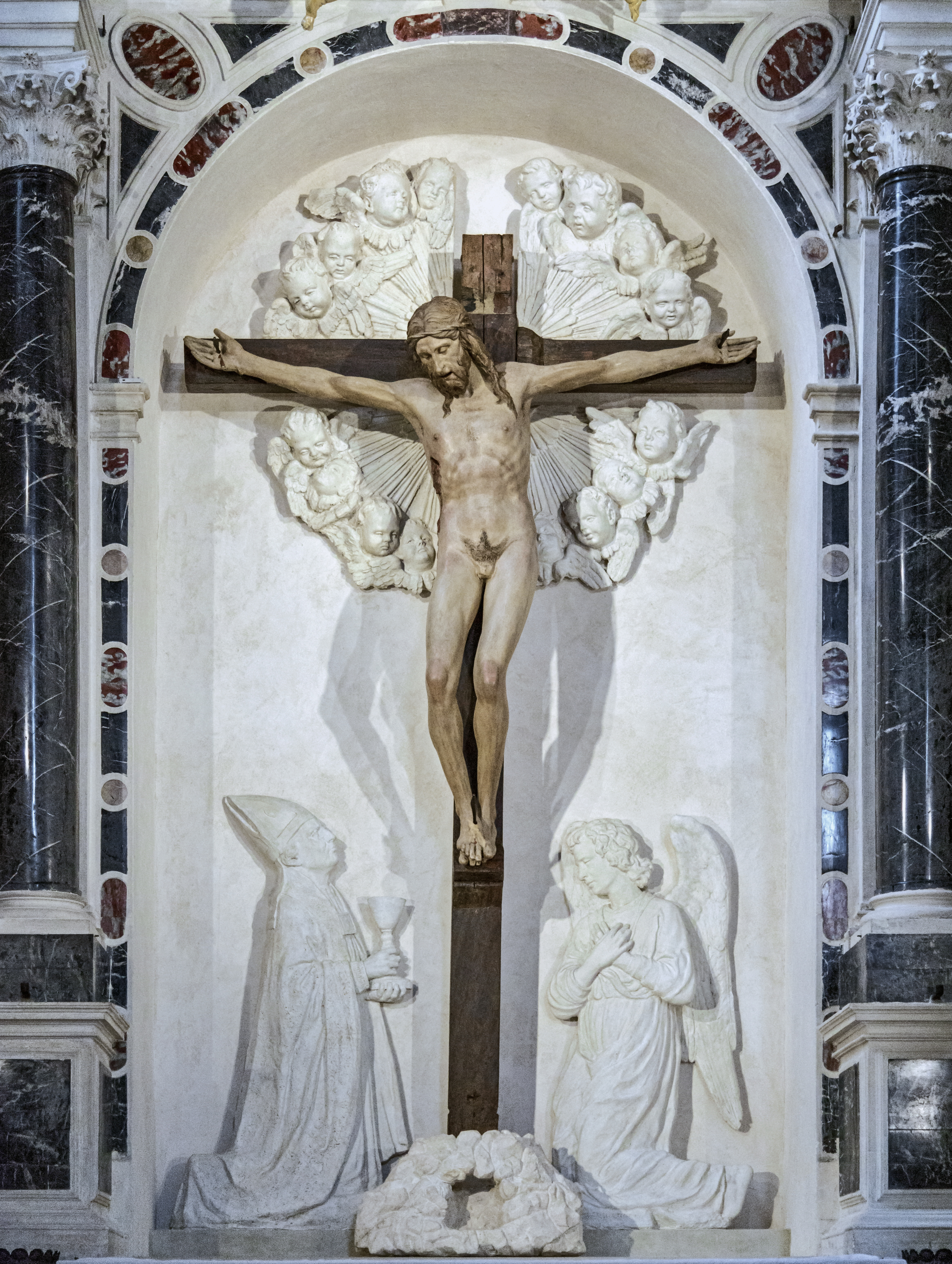
Dopo il restauro

#### Organo a canne

##### Organo antico
La chiesa era sicuramente dotata di un organo già in età medievale. Non permangono però documenti consistenti sullo strumento che funzionò nella chiesa sino all'800. Sicuramente era posto in alto, su una cantoria pensile, sulla parete che guarda a ponente, vicino all'orologio rinascimentale. Alcuni affermano che questo antico organo si trovi ora nella chiesa parrocchiale di Marendole, nei pressi di Monselice ma la cosa non è stata confermata.

##### Organo Agostini
L'attuale organo della Chiesa dei Servi sostituisce un "grandioso" organo di Angelo Agostini: Costruito nel 1844 e inaugurato il primo gennaio 1845, lo strumento fu probabilmente costruito ex novo, a sostituzione di un precedente più antico di cui non si hanno notevoli informazioni. L'organo Agostini fu posto in controfacciata, su cassa lignea e cantoria in stile neoclassico. Lo strumento fu decantatissimo, opera "di esatta esecuzione" (Gazzetta Musicale di Milano, gennaio 1845) sulla quale l'organaro mise in pratica i "raddoppi" e il "contro-principale" cioè un principale al manuale di sedici piedi. Fu forse il primo strumento Agostini a temperamento equabile. Durante i lavori di restauro della fine degli anni '20, l'organo fu smontato e disperso, assieme alla cantoria.

##### Organo Ruffatti
Anni dopo la dispersione dell'organo Agostini, nel 1973 si commissionò un nuovo strumento alla ditta Giuseppe Ruffatti in occasione del decimo anniversario della scomparsa di Mons. Borzon, fautore dei grandi restauri della chiesa dei Servi.
Lo strumento, a trasmissione elettrica, posto dietro all'altare maggiore con consolle mobile indipendente in navata, fu inaugurato il 23 gennaio 1974 da Padre Sante Vittore Zaccaria. L'atto di collaudo fu redatto nel febbraio successivo da Wolfango Dalla Vecchia.